# Мухаммед Джафар Гараджадаги
Мухаммед Джафар Гараджадаги (азерб. Məhəmmədcəfər Qaracadaği, 1835 — 1883, Тифлис) — азербайджанский педагог и переводчик.

## Биография
По вероятности, Мухаммед Джафар Гараджадаги родился в 1835 году. Известен тем, что перевёл на персидский язык комедии М. Ф. Ахундова и рассказ «Обманутый Кавакиб» и издал их сначала частями в 1871-1874 годах, а в 1874 году в Тегеране в виде книги. Его переводы сыграли важную роль в упрощении персидской прозы, создании драматургии в Иране и развитии демократических идей. Западноевропейские востоковеды впервые познакомились с творчеством М. Ф. Ахундова, главным образом через эти переводы. М.Ф.Ахундов в письме Мухаммед Джафару Гараджадаги высоко оценил его переводы.